# Muntele Shasta
Muntele Shasta (limba poporului Shasta: Waka-nunee-Tuki-wuki; Karuk: Úytaahkoo) este un vulcan potențial activ la capătul sudic al Munților Cascadelor din comitatul Siskiyou, California. Cu o altitudine de 4.321,8 m, este al doilea vârf ca înălțime din Munții Cascadelor și al cincilea ca înălțime din California. Muntele Shasta are un volum estimat de 350 km3, ceea ce îl face cel mai voluminos stratovulcan din Arcul Vulcanic Cascade. Muntele și zona înconjurătoare fac parte din Pădurea Națională Shasta–Trinity.
În momentul contactului euro-american în anii 1820, triburi amerindiene care trăiau în apropierea Muntelui Shasta erau triburile Shasta, Okwanuchu, Modoc, Achomawi, Atsugewi, Karuk, Klamath, Wintu și Yana.
O erupție istorică a Muntelui Shasta în 1786 ar fi fost observată de Lapérouse, dar acest lucru este contestat. Programul de vulcanism global al Institutului Smithsonian spune că erupția din 1786 este discreditată și că ultima erupție cunoscută a Muntelui Shasta a fost în jurul anului 1250 d.Hr., dovedită prin datarea necorectată cu radiocarbon.

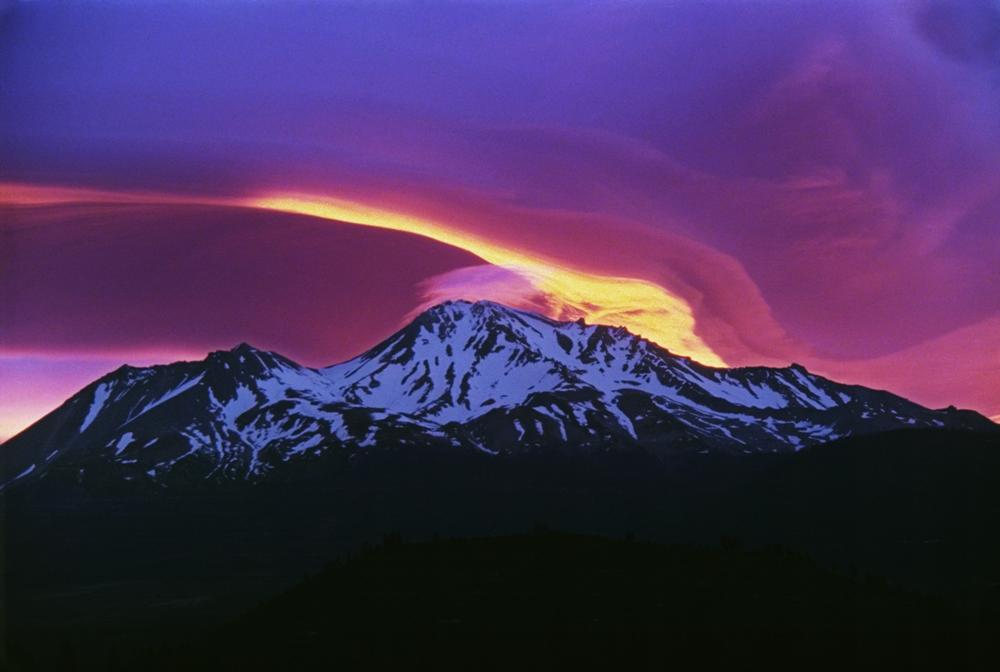
Răsărit de soare pe Muntele Shasta

Muntele Shasta din California a fost subiectul unui număr neobișnuit de mare de mituri și legende. În special, se spune adesea că ar ascunde un oraș secret subteran. În unele relatări, orașul nu mai este locuit, în timp ce în altele, este locuit de o societate avansată tehnologic de ființe umane sau creaturi mitice. Vedeți și Legendele Muntelui Shasta.